# Герб Віани-ду-Каштелу
Ге́рб Віа́ни-ду-Каште́лу — офіційний символ міста Віана-ду-Каштелу, Португалія. Використовується як територіальний герб. У червоному щиті чорний галеон, оздоблений золотом, із трьома щоглами, срібними вітрилами і золотим якорем. На великому вітрилі центральної щогли розміщена п'ятірка португальських щитків. Галеон пливе праворуч по зеленому морю зі срібними хвилями. У синій голові щита золотий замок із трьома баштами, чорною брамою і вікнами. Щит увінчує срібна мурована міська корона з п'ятьма вежами.  Під щитом біла стрічка, на якій великими літерами напис португальською: «cidade de Viana do Castelo» (місто Віана-ду-Каштелу).  Офіційно затверджений 17 вересня 1931 року.  Галеон уособлює великі географічні відкриття, здійснені португальськими мореплавцями, які випливали з міського порту. Квінта — символ приналежності до Португальської корони. Золотий замок — Віанський середньовічний замок.

## Галерея

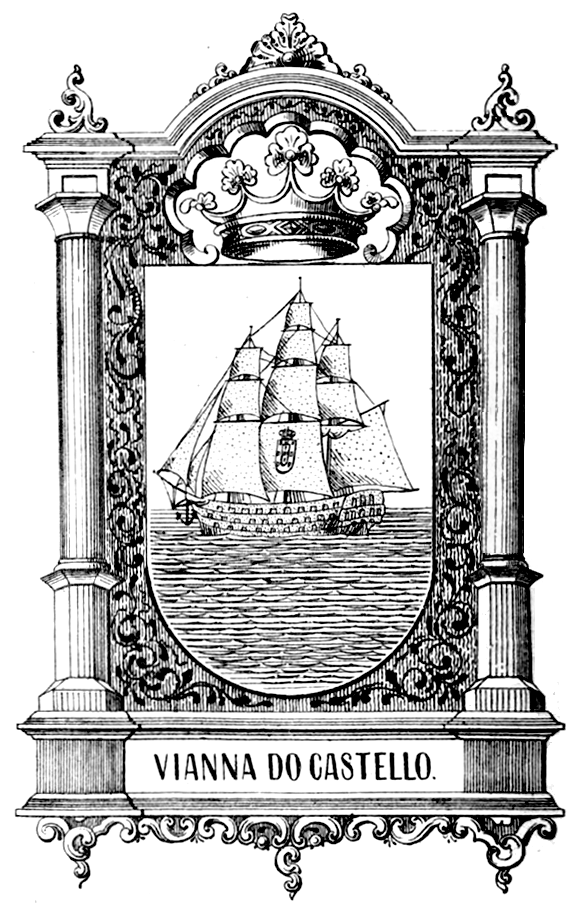
1862
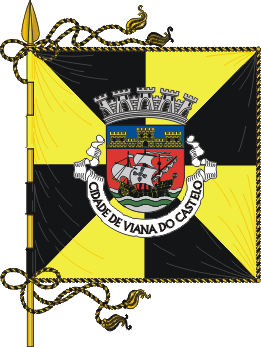
Прапор
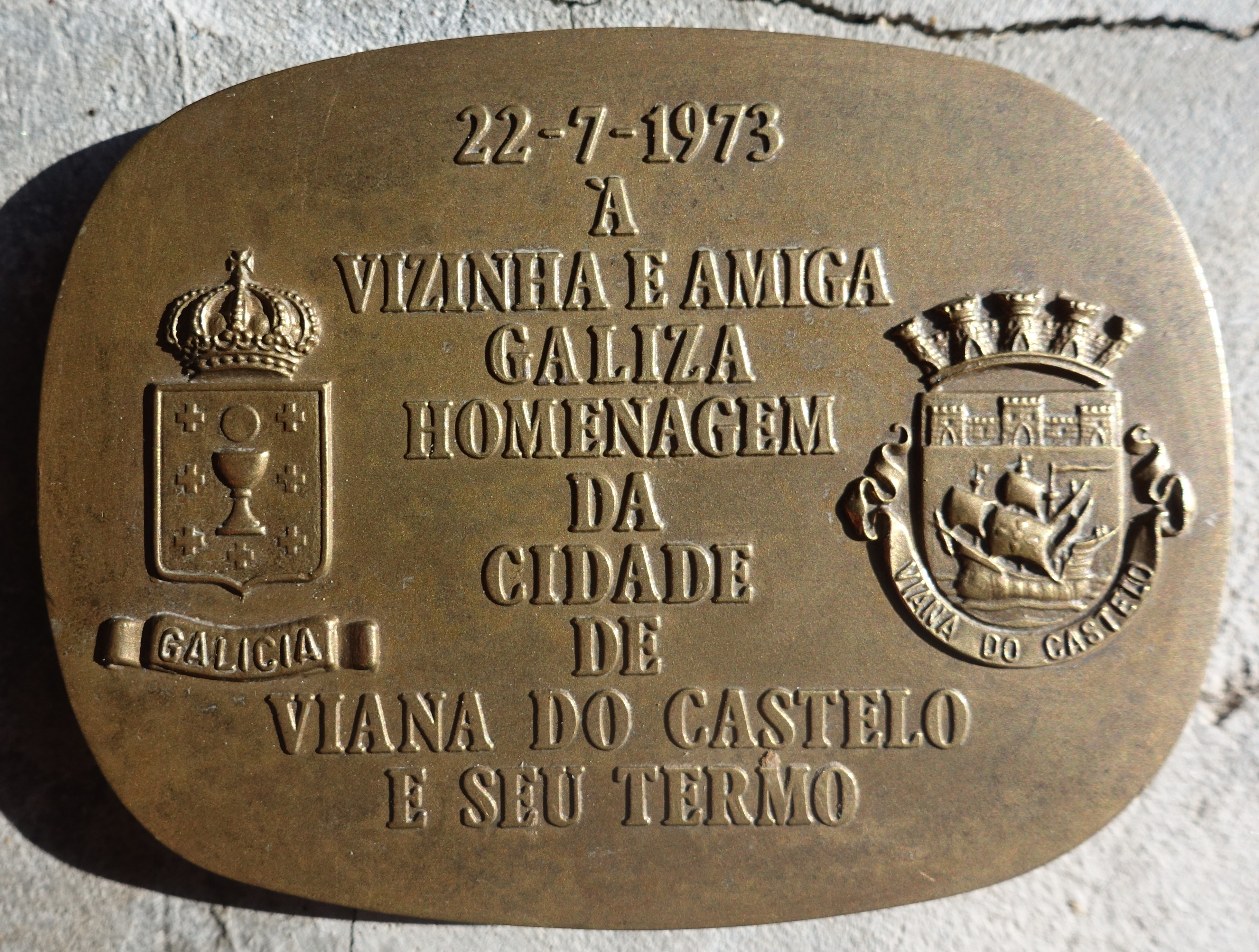
Пам'ятна медаль
Малий герб